# 星川ショッピングタウンサンシティ
星川ショッピングタウンサンシティ (ほしかわショッピングタウンサンシティ) は、三重県桑名市星川にあるショッピングセンターである。

## 概要
ジャスコ星川店を核店舗として1986年に開業した。その後、2度にわたって業態転換するも周辺の大型商業施設の開業によって客足が減少し、2006年（平成18年）10月27日にジャスコが閉店。新たな核店舗として東海地方を地盤とする食品スーパーであるバロー星川店が出店した。しかし、バローも2023年（令和5年）11月30日に閉店。その後の2024年（令和6年）2月26日、後継テナントとして三重県内では初出店となる食品スーパーのロピアが開店した。
このほか、ショッピングセンター敷地内には「ほしの湯」というスーパー銭湯やホテルルートイン桑名なども立地している。

## 主なテナント
- ロピア桑名サンシティ店
- SDフィットネス365
- びっくりドンキー
- ダイソー
- ホテルルートイン桑名
- ほしの湯

2024年4月30日時点。最新のテナント情報は公式サイトショップガイドを参照。

## 交通アクセス
- 自動車
  - 東名阪自動車道 桑名ICから車で5分
- 鉄道
  - 三岐鉄道北勢線 星川駅から徒歩5分
- 路線バス
  - 三重交通 サンシティ前停留所から徒歩1分